# Clone Your Lover
Clone Your Lover – pierwsza płyta norweskiego zespołu Zeromancer wydana w roku 2000.

## Lista utworów
1. "Clone Your Lover" - 3:50
2. "Flirt (With Me)" - 3:59
3. "Something for the Pain" - 3:32
4. "Split Seconds" - 3:16
5. "Fade to Black" - 3:55
6. "God Bless the Models" - 4:10
7. "Opelwerk" - 3:27
8. "Flagellation" - 3:53
9. "Die of a Broken Heart" - 3:25
10. "Houses of Cards" - 3:58
11. "Something for the Pain" - 4:46 (remix Apoptygma Berzerk)